# Black Book (Glücksspiel)
Black Book (engl. für „Schwarzes Buch“) ist ein Jargonbegriff für eine Liste, in der Personen eingetragen werden, die de facto ein Spielbankverbot haben, da sie als dort unerwünschte Personen gelten oder auch als Teilhaber oder Betreiber ausgeschlossen werden. Der Ausdruck kann sich entweder auf eine Liste des Gaming Control Board oder auf das Griffin Book beziehen.

## Gaming Control Board
1960 wurde durch Grant Sawyer, dem Gouverneur von Nevada, das Black Book eingeführt, um die kriminellen Einflüsse am Las Vegas Strip einzudämmen. Gewöhnlicherweise hatten früher Personen, deren Name im Black Book des Gaming Control Board auftauchte, irgendeine Verbindung zum organisierten Verbrechen. Hauptsächlich handelte es sich dabei um Mitglieder der Cosa Nostra und der assoziierten Kosher Nostra. Den Kasinos wird mit dem Eintrag einer Person auferlegt, dieser den Zugang zu verweigern. Zuwiderhandlungen werden z. B. vom Gaming Control Board mit Strafzahlungen belegt.
Als die Liste 1960 erstmals erstellt wurde, enthielt sie elf Namen in alphabetischer Reihenfolge: John Louis „Joe Batters“ Battaglia, Marcello Giuseppe „Marshall“ Caifano, Carl und Nick Civella, Michael „Trigger Mike“ Coppola, Louis Tom Dragna, Robert L. „Taco Bob“ Garcia, Sam „Momo“ Giancana, Max Jaben Grazebienacy, Murray „The Camel“ Humphries und Joe Sica.
Marshall Caifano klagte im Oktober 1960 gegen den Eintrag, der eine Einschränkung seiner Rechte bedeutete, aber die 9. Kammer des Zivilgerichts wies seine Klage ab. Auch Anthony Spilotro, der 1971 nach Las Vegas kam, um dort die vakante Position von Caifano als enforcer (Eintreiber, en: „Durchsetzer“) einzunehmen, wurde 1979 in das Black Book aufgenommen.
Die Liste konnte das „Skimming“ (en: „abschöpfen“) der Kasinos durch die Mafia in Las Vegas der 1970er und 1980er Jahre aber nicht verhindern. So wurde der Strippenzieher Frank Rosenthal erst am 30. November 1988 ins Black Book der Nevada Gaming Commission eingetragen. Diese Umstände wurden durch den Film Casino populär. Formal war Rosenthal Angestellter der Argent Cooperation des Strohmanns Allen Glick. Als das Nevada Gaming Control Board Unregelmäßigkeiten in den Büchern der Argent Cooperation entdeckte, verlor Glick seine Lizenz und verkaufte 1979 seine Kasino-Anteile an Allen D. Sachs, einen langjährigen Partner des Kosher-Nostra-Mitglieds Moe Dalitz. Glick wurde ein Pentito und stellte sich als Kronzeuge der Justiz zur Verfügung.
Ein solches Verbot kann aber auch gegen Geschäftspartner unerwünschter Personen verhängt werden, die selbst keine Funktion innerhalb eines Kasinos ausüben. So besteht zum Beispiel ein Verbot für den US-amerikanischen Unternehmer und Anwalt Alvin Malnik, einen Geschäftspartner von Meyer Lansky. Malnik war 1977 am Verkauf von Kasinoanteilen des Aladdin beteiligt. In diesem Zusammenhang ermittelte das FBI gegen ihn und die „Detroit-Abteilung“ der Kosher Nostra. 1980 wurde Malnik von der zuständigen Gaming Commission in New Jersey wegen seiner kriminellen Kontakte – insbesondere zu Lansky und Sam Cohen – der Zugang zu Kasinos verboten.
Diese Entscheidung wurde am 8. September 1993 erneuert, als zwei Kasinos – das Caesar’s und das Taj Mahal – in Atlantic City diszipliniert wurden, da sie Malnik Eintritt gewährt hatten.

“He is not welcome here.”

„Er ist hier nicht willkommen.“

## Griffin Book
Das von der Griffin Investigations geführte Griffin Book listet dagegen insbesondere betrügerische oder zu „professionell“ spielende Spieler (en: cheaters) etc. auf. Der Eintrag kann auch auf Verdacht erfolgen, wenn ein Spieler zu oft auf vielleicht ungewöhnliche Weise gegen jede Wahrscheinlichkeit gewonnen hat. Diese Liste wird also von den Spielbanken selbst bestückt, um sich vor Einnahmeverlusten zu schützen. Die dort gelisteten Spieler werden mit einem Foto gespeichert. Die Informationen stehen auch europäischen Spielbanken zur Verfügung.